# Ozarba terribilis
Ozarba terribilis är en fjärilsart som beskrevs av Emilio Berio 1940. Ozarba terribilis ingår i släktet Ozarba och familjen nattflyn. Inga underarter finns listade i Catalogue of Life.